# Керинт
Керинт (грч. Κήρινθος је представник гностичког учења, савременик и опонент Светог јеванђелисте Јована, који је написао Прву посланицу Јованову, и Другу посланицу Јованову.
По предању, стекао је образовање у Александрији, где је и почео да шири своје учење. Одатле је прешао у Ефес, а затим у Палестину. Древни хришћански писци називају га противником апостола Петра, Павла и Јована. Свети Иринеј Лионски повезује Керинтово учење са јудејским гностицизмом. Керинт је учио да Христос није рођен од Дјеве Марије, него из обичног брака Јосифа и Марије, и да је приликом крштења Исус на њега слетео Христос у виду голуба. 
Свети Иринеј, даље, овако излаже његов систем: „изнад свега постоји врховни Бог. Свет је створио демиург. То је нека сила, која је потпуно одвојена и удаљена од врховног Бога, и не познаје га. Исус није рођен од Деве, него је син Јосифа и Марије, рођен као остали људи, само их превазилази праведношћу, мудрошћу и разумношћу. После крштења на њега је од врховног Бога сишао Христос у облику голуба. Тада се он оспособио да објави врховног, непознатог Оца, и да чини чудеса. Али је, најзад, Христос, као биће духовно и нестрадално (impassibilis), оставио Исуса, те је Исус сам пострадао и васкрсао. Још је Керинт учио да је старозаветни закон био дат од анђела, и да Бог Јевреја није био Господ него анђео“.

## Литаретура
- Иринеј Лионски, „Против јереси“, III , 3,4.
- Историја Цркве-Јевсевије Памфил, књига трећа